# Giovanni La Via
Giovanni La Via (ur. 28 czerwca 1963 w Katanii) – włoski polityk, wykładowca akademicki, poseł do Parlamentu Europejskiego VII i VIII kadencji.

## Życiorys
W 1985 ukończył studia z zakresu nauk rolniczych na Uniwersytecie w Katanii. Kształcił się następnie na Uniwersytecie w Saragossie. Zajął się prowadzeniem rodzinnego gospodarstwa rolnego, a także karierą naukową. W 1992 został profesorem w zakresie gospodarki i polityki rolnej na Uniwersytecie w Mesynie, a w 1999 objął tożsamego stanowisko na Uniwersytecie w Katanii. Zasiadał w senacie tej uczelni, a w latach 2002–2005 kierował departamentem ekonomiczno-rolniczym na Wydziale Rolniczym. Należy do szeregu branżowych towarzystw naukowych. Od lipca 2006 do maja 2009 w zarządzie regionu Sycylii sprawował urząd asesora ds. rolnictwa i leśnictwa.
W wyborach w 2009 z listy Ludu Wolności uzyskał mandat posła do Parlamentu Europejskiego VII kadencji. Został członkiem grupy Europejskiej Partii Ludowej oraz Komisji Rolnictwa i Rozwoju Wsi. W 2013 przystąpił do partii Nowa Centroprawica. W 2014 z powodzeniem ubiegał się o europarlamentarną reelekcję.